# Josephine Silone Yates
Josephine Silone Yates, född 1859, död 1912, var en amerikansk aktivist och kemist. 
Hon var en av de första svarta kvinnliga professorerna i USA, och var professor i kemi vid Lincoln University. 
Hon var ordförande för National Association of Colored Women 1900–1904. 